# Mas Gubao
El Mas Gubao és una masia de Santa Coloma de Farners (Selva) inclosa a l'Inventari del Patrimoni Arquitectònic de Catalunya.

## Descripció
Gran casa de planta rectangular, dos pisos i golfes, vessant amb caiguda a la façana i cornisa catalana. A la façana, la porta principal és d'arc rebaixat emmarcada en pedra monolítica. Pel que fa a les finestres n'hi ha de dos tipus: algunes amb llinda monolítica i marc de pedra i d'altres envoltades de rajol, totes elles però, rectangulars.
Destaca en una de les façanes laterals, una galeria de cinc arcs de mig punt de rajols i barana de fusta.